# Maria 38
Maria 38 é um filme brasileiro de 1960, dirigido e produzido por Watson Macedo. Produção carioca do gênero chanchada, traz como protagonista a atriz Eliana Macedo. Número musical com Moreira da Silva, que canta "Na subida do morro"

## Sinopse
Maria é uma criminosa, apelidade de "Maria 38" por andar armada com um revólver escondido, com várias detenções pela polícia por roubos e delitos diversos. O Guarda Chico gosta dela e tenta protegê-la mas a moça não consegue mudar os hábitos. A quadrilha de Eurico entra em contato com Maria para um novo plano, se passar por babá de Marinho, um garoto rico de sete anos. Ela pensa que vão roubar a casa mas quando lhe contam que na verdade planejam o sequestro do garoto, Maria não concorda e tenta avisar a família.

## Elenco
- Eliana Macedo .... Maria
- John Herbert .... Chico
- Afonso Stuart .... Gustavo
- Herval Rossano .... Henrique
- Zilka Salaberry .... Eugênia
- Roberto Duval .... Eurico
- Augusto César Vanucci .... Boquinha (creditado como Augusto Cesar)
- Francisco Dantas .... mordomo
- Mário Motta .... Marinho
- Anabela...Aninha
- Angelito Mello...Comissário
- Nena Napoli...Leda Pé de Porco
- Sérgio Wamowsky...Brucutu
- Aguinaldo Rocha...Cardoso, ajudante do comissário